# Sybille Waury
Sybille Waury est une actrice allemande, née le 9 mai 1970.

## Biographie
L'actrice incarne depuis 1985 le rôle de Tanja Schildknecht dans la série Lindenstraße de Hans W. Geißendörfer, où elle croise en 1989 et 1990 deux acteurs français, Frédéric de Pasquale et Gérard Hérold (dans le même rôle de son amant Jean-Luc Mourrait). Sybille Waury jouait - pendant son rôle dans Lindenstraße - dans autres téléfilms, comme son rôle de Dorothée - la fille de Götz George - dans le feuilleton Schulz & Schulz. Au cinéma elle jouait dans Geld de Doris Dörrie et dans Die Sieger de Dominik Graf. Sur les planches elle était - entre autres - Abigail Williams dans Les Sorcières de Salem d'Arthur Miller et Mowgli dans Le Livre de la jungle.